# Paraeuchaeta abyssalis
Paraeuchaeta abyssalis är en kräftdjursart som beskrevs av Brodsky 1950. Paraeuchaeta abyssalis ingår i släktet Paraeuchaeta och familjen Euchaetidae. Inga underarter finns listade i Catalogue of Life.